# WWF Shotgun Saturday Night
WWF Shotgun Saturday Night est une série télévisée de lutte professionnelle produit par la World Wrestling Federation (WWF). Elle a été diffusée du 4 janvier 1997 au 21 août 1999. L'émission a été remplacée par WWF Jakked (en).